# Корінт (селище, Нью-Йорк)
Корінт (англ. Corinth) — селище (англ. village) в США, в окрузі Саратога штату Нью-Йорк. Населення — 2562 особи (2020).

## Географія
Корінт розташований за координатами 43°14′44″ пн. ш. 73°49′49″ зх. д. / 43.24556° пн. ш. 73.83028° зх. д. (43.245662, -73.830348).  За даними Бюро перепису населення США в 2010 році селище мало площу 2,86 км², з яких 2,76 км² — суходіл та 0,10 км² — водойми.

## Демографія
Згідно з переписом 2010 року, у селищі мешкало 2559 осіб у 1024 домогосподарствах у складі 674 родин. Густота населення становила 893 особи/км².  Було 1155 помешкань (403/км²).
Расовий склад населення:
| - 96,1 % — білих - 0,7 % — азіатів - 0,5 % — чорних або афроамериканців - 0,2 % — корінних американців - 0,1 % — вихідців з тихоокеанських островів |

До двох чи більше рас належало 1,9 %. Частка іспаномовних становила 1,3 % від усіх жителів.
За віковим діапазоном населення розподілялося таким чином: 25,1 % — особи молодші 18 років, 60,9 % — особи у віці 18—64 років, 14,0 % — особи у віці 65 років та старші. Медіана віку мешканця становила 37,2 року. На 100 осіб жіночої статі у селищі припадало 93,3 чоловіків;  на 100 жінок у віці від 18 років та старших — 88,3 чоловіків також старших 18 років.
Середній дохід на одне домашнє господарство  становив 52 847 доларів США (медіана — 42 183), а середній дохід на одну сім'ю — 61 176 доларів (медіана — 49 440). Медіана доходів становила 39 479 доларів для чоловіків та 37 250 доларів для жінок. За межею бідності перебувало 19,6 % осіб, у тому числі 27,7 % дітей у віці до 18 років та 11,3 % осіб у віці 65 років та старших.
Цивільне працевлаштоване населення становило 1148 осіб. Основні галузі зайнятості: освіта, охорона здоров'я та соціальна допомога — 30,6 %, роздрібна торгівля — 13,9 %, виробництво — 11,3 %, будівництво — 9,2 %.